# Serafín Martínez
Serafín Martínez Acevedo (O Rosal, 14 febbraio 1984) è un ex ciclista su strada spagnolo, professionista dal 2007 al 2010.

## Palmarès

### Strada

#### Altri successi
- 2009 (Xacobeo-Galicia)

Classifica scalatori Vuelta a Burgos
- 2010 (Xacobeo-Galicia)

Classifica scalatori Bayern Rundfahrt

## Piazzamenti

### Grandi Giri
- Giro d'Italia

2009: 142º
- Vuelta a España

2007: ritirato (14ª tappa)
2008: 90º
2009: 39º
2010: 63º